# Göllner Lajos
Göllner Lajos (Enyingi-Göllner Lajos) (Budapest, 1898. szeptember 24. – Budapest, 1982. augusztus 1.), orvos.

## Élete
Édesapja Göllner Aladár (1865–1927) fogorvos, édesanyja Szabó Mária (1872–1935), a hazai börtönmisszió egyik megszervezője. Öten voltak testvérek, közülük Göllner Mária neve ismert.
Göllner Lajos orvosnak tanult, a diploma megszerzése után a nőgyógyászati klinikán dolgozott. Második diplomáját Rostockban szerezte 1929-ben. Hazatérve a II. számú Belgyógyászati Klinikán praktizált. Később Veress Pálné utcai lakásában nyitotta meg belgyógyászati és fogorvosi rendelőjét.
Arlesheimben, a Lukas Klinikán ismerte meg az antropozófus orvoslást.
Felesége 1937-től Gallasz Mária volt, gyermekük nem született.
1933-tól élete végéig Göllner Lajos töltötte be a magyar antropozófia vezető tisztségét. A negyvenes évek elejétől a délvidéken katonaorvosként szolgált. A német megszállás idején nevét Enyingire változtatta. 1944-ben súlyos gégeműtéten esett át.
Az ötvenes években, az antropozófia üldöztetése után lakásukban tartottak csoportokat. 1963-ban felesége kórházba került, majd röviddel utána meg is halt. Göllner Lajos később újra nősült. Szabad idejében akvarelleket festett, de szívesen játszott hegedűn is.

## Halála
Göllner Lajos 1982. augusztus 1-jén a Ferenciek terénél, a metró mozgólépcsőjén rosszul lett, eszméletlen állapotban szállították kórházba, ahol már nem nyerte vissza eszméletét.

## Írásai
A Der Merkurstab  folyóiratban
- Krankengeschichte (1972)
- Bemerkungen zu der Iscador-Therapie (1975)

## Külső hivatkozások
- Szt. Mihály Szépmíves Céh Archiválva 2010. március 9-i dátummal a Wayback Machine-ben